# Lockheed X-27
Die Lockheed X-27 war ein Entwurf für ein leichtes Kampfflugzeug, das aus dem Lockheed Skunk-Works-Projekt CL-1200 Lancer hervorging. Die X-27 übernahm viele Systeme aus der Lockheed F-104, da sie ursprünglich als Nachfolger der F-104 gedacht war, um den Umschulungsaufwand zu minimieren. Die X-27 erfuhr kaum Unterstützung durch die United States Air Force oder den Kongress der Vereinigten Staaten. Wegen der fehlenden finanziellen Mittel wurde nie eine flugfähige Version der X-27 gebaut. Lockheed baute jedoch eine Attrappe in Originalgröße.

## Technische Daten
Da nie eine Maschine fertiggestellt wurde, sind die Daten nur theoretische Berechnungen
| Kenngröße             | Daten                                                |
| --------------------- | ---------------------------------------------------- |
| Besatzung             | 1                                                    |
| Länge                 | 16,2 m                                               |
| Spannweite            | 8,7 m                                                |
| Flügelfläche          | 28 m²                                                |
| Höhe                  | 4,9 m                                                |
| Leermasse             | 7.800 kg                                             |
| Standardstartmasse    | 16.000 kg                                            |
| Waffenlast            | 5.450 kg                                             |
| Höchstgeschwindigkeit | 2.330 km/h                                           |
| Dienstgipfelhöhe      | 18.300 m                                             |
| max. Steigrate        | ca. 300 m/s                                          |
| Reichweite            | 3.400 km                                             |
| Triebwerk             | ein Mantelstromtriebwerk Pratt & Whitney TF80-PW-100 |